# Jean-Louis Messan
Pour les articles homonymes, voir Messan.
Jean-Louis Messan est Médiateur de la République du Gabon, équivalent de l'ombudsman qui a pour mission la défense des droits des administrés dans de nombreux pays.

## Parcours
- Médiateur de la République en remplacement de Jeanne Manomba-Kombila[1], qui a été nommée Médiateur Adjoint de la République.
- Commission Nationale Électorale pour les locales en 2002 et la Compagnie Nationale Air-Gabon.
- Premier Questeur au Conseil Économique et Social (CES)